# Tereza Kolářová
Tereza Kolářová (* 20. Februar 1998) ist eine ehemalige tschechische Tennisspielerin.

## Karriere
Kolářová spielte vor allem Turniere der ITF Women’s World Tennis Tour, wo sie aber keinen Titel gewinnen konnte.
2015 gewann sie zusammen mit ihrer Partnerin Tamara Zidanšek den Titel im Damendoppel beim J1 Casablanca. 2016 erreichte sie als Qualifikantin das Hauptfeld im Dameneinzel beim ITF Future Nord 2016, wo sie in der ersten Runde gegen Lisa Matviyenko mit 1:6 und 1:6 verlor.
In der deutschen Tennis-Bundesliga spielte sie 2019 für die MBB-Sportgemeinschaft Manching.